# Unterseeboot 659
L'Unterseeboot 659 ou U-659 est un sous-marin allemand (U-Boot) de type VIIC utilisé par la Kriegsmarine pendant la Seconde Guerre mondiale.
Le sous-marin fut commandé le 9 octobre 1939 à Hambourg (Howaldtswerke Hamburg AG), sa quille fut posée le 12 février 1941. Il fut lancé le 14 octobre 1941 et mis en service le 9 décembre 1941sous le commandement de l'Oberleutnant zur See Hans Stock.
Il fut coulé accidentellement en mai 1943 dans l'Atlantique Nord lorsqu'il entra en collision avec un autre sous-marin allemand.

## Conception
Unterseeboot type VII, l'U-659 avait un déplacement de 769 tonnes en surface et 871 tonnes en plongée. Il avait une longueur totale de 67,10 m, un maître-bau de 6,20 m, une hauteur de 9,60 m et un tirant d'eau de 4,74 m. Le sous-marin était propulsé par deux hélices de 1,23 m, deux moteurs diesel Germaniawerft M6V 40/46 de 6 cylindres en ligne de 1400 cv à 470 tr/min, produisant un total de 2 060 à 2 350 kW en surface et de deux moteurs électriques Siemens-Schuckert GU 343/38-8 de 375 cv à 295 tr/min, produisant un total 550 kW, en plongée. Le sous-marin avait une vitesse en surface de 17,7 nœuds (32,8 km/h) et une vitesse de 7,6 nœuds (14,1 km/h) en plongée. Immergé, il avait un rayon d'action de 80 milles marins (150 km) à 4 nœuds (7,4 km/h; 4,6 milles par heure) et pouvait atteindre une profondeur de 230 m. En surface son rayon d'action était de 8 500 milles nautiques (soit 15 700 km) à 10 nœuds (19 km/h). 
L'U-659 était équipé de cinq tubes lance-torpilles de 53,3 cm (quatre montés à l'avant et un à l'arrière) qui contenait quatorze torpilles. Il était équipé d'un canon de 8,8 cm SK C/35 (220 coups) et d'un canon antiaérien de 20 mm Flak. Il pouvait transporter 26 mines TMA ou 39 mines TMB. Son équipage comprenait 4 officiers et 40 à 56 sous-mariniers.

## Historique
Il reçut sa formation de base au sein de la 5. Unterseebootsflottille jusqu'au 31 août 1942 puis intégra sa formation de combat dans la 9. Unterseebootsflottille.
L'U-659 quitte Kiel le 15 août 1942 pour sa première patrouille de guerre. Il opère dans l'Atlantique Nord et en zone GIUK.
Le 9 septembre 1942, le convoi ON 127 est repéré par l'U-584. Il appareillait de Liverpool le 4 septembre 1942. L'escorte canadienne d'un convoi est submergée par l'attaque d'une meute d'U-Boote à partir du 9 septembre. Les sous-marins attaquent non seulement aux navires marchands mais aussi aux escorteurs du convoi jusqu'au 14 septembre. Les survivants du convoi atteignent New York le 20 septembre. Au soir du 10 septembre, l'U-659 a endommagé un pétrolier britannique du convoi, il fut achevé et coulé le lendemain par l'U-584. Le même jour, l'U659 est gravement endommagé par les escorteurs du convoi ON 127. Après 33 jours en mer, il rejoint son port d'attache de Brest qu'il atteint le 16 septembre 1942.
Il reprend la mer pour sa deuxième patrouille, le 14 octobre 1942, l'amenant jusqu'au large du Maroc. 
Dans sa marche vers le sud, l'U-409 repère le 27 octobre le convoi SL 125, parti de Freetown le 16 octobre. La bataille dure jusqu'au 31 octobre avec l'apparition de renforts aériens. Elle est coûteuse pour les navires du convoi, d'autant plus qu'aucun des attaquants n'est coulé en échange. Ce succès allemand est pourtant mitigé car en s'en prenant à ce convoi, ils manqueront celui destiné au débarquement allié en Afrique du nord. Les survivants du SL 125 atteignirent Liverpool le 9 novembre. Dans la nuit du 30 octobre, l'U-659 torpille et coule le Bullmouth, un tanker britannique jaugeant 7 519 tonneaux, endommagé une heure plus tôt par l'U-409. Il endommage également deux cargos britanniques qui seront respectivement coulés par l'U-510 et l'U-203 le lendemain.
Entre décembre 1942 et mars 1943, il patrouille au milieu de l'Atlantique à la recherche de convoi, mais il ne rencontre aucun succès.
L'U-659 coule le 4 mai 1943 à 0 h 30, dans l'Atlantique Nord à l'ouest du Cap Finisterre, à la position 43° 32′ N, 13° 20′ O, lorsqu'il entre en collision avec l'U-439.
44 hommes périssent lors de cet accident. Il y a seulement trois survivants.

## Affectations
- 5. Unterseebootsflottille du 9 décembre 1941 au 31 août 1942 (Période de formation).
- 9. Unterseebootsflottille du 1er septembre 1942 au 4 mai 1943 (Unité combattante).

## Commandement
- Korvettenkapitän Hans Stock du 9 décembre 1941 au 4 mai 1943.

## Patrouilles
|       | Commandant        | Départ           | Départ | Arrivée           | Arrivée | Jours     | Succès   |
| ----- | ----------------- | ---------------- | ------ | ----------------- | ------- | --------- | -------- |
| 1     | Kptlt. Hans Stock | 15 août 1942     | Kiel   | 16 septembre 1942 | Brest   | 33 jours  | 8 029    |
| 2     | Kptlt. Hans Stock | 14 octobre 1942  | Brest  | 5 novembre 1942   | Brest   | 23 jours  | 21 055   |
| 3     | Kptlt. Hans Stock | 12 décembre 1942 | Brest  | 5 janvier 1943    | Brest   | 25 jours  |          |
| 4     | Kptlt. Hans Stock | 8 février 1943   | Brest  | 20 mars 1943      | Brest   | 41 jours  |          |
| 5     | Kptlt. Hans Stock | 25 avril 1943    | Brest  | 4 mai 1943        | Coulé   | 10 jours  |          |
| Total | Total             | Total            | Total  | Total             | Total   | 132 jours | 29 084 t |

Notes : Kptlt. = Kapitänleutnant

### Opérations Wolfpack
L'U-659 opéra avec les Wolfpacks (meute de loups) durant sa carrière opérationnelle.
- Vorwärts (25 août – 11 septembre 1942)
- Streitaxt (20-31 octobre 1942)
- Spitz (22-29 décembre 1942)
- Neptun (18 février – 3 mars 1943)
- Westmark (6-8 mars 1943)
- Neuland (8-13 mars 1943)
- Drossel (29 avril – 4 mai 1943)

## Navires coulés
L'U-659 coula 1 navire marchand de 7 519 tonneaux et endommagea 3 navires marchands totalisant 21 565 tonneaux au cours des 5 patrouilles (132 jours en mer) qu'il effectua.
| Date              | Nom        | Nationalité | Tonnage | Convoi | Fait      | Localisation         |
| ----------------- | ---------- | ----------- | ------- | ------ | --------- | -------------------- |
| 10 septembre 1942 | Empire Oil | Royaume-Uni | 8 029   | ON-127 | Endommagé | 51° 23′ N, 28° 13′ O |
| 30 octobre 1942   | Bullmouth  | Royaume-Uni | 7 519   | SL-125 | Coulé     | 33° 20′ N, 18° 25′ O |
| 30 octobre 1942   | Corinaldo  | Royaume-Uni | 7 131   | SL-125 | Endommagé | 33° 12′ N, 18° 24′ O |
| 30 octobre 1942   | Tasmania   | Royaume-Uni | 6 405   | SL-125 | Endommagé | 36° 06′ N, 16° 59′ O |